# Tempted
Tempted é o sexto livro da série House of Night, escrita pela norte-americana P.C. Cast e sua filha Kristin Cast. Foi publicado em 23 de outubro de 2009 pela St. Martin's Press, uma extensão da Macmillan Publishers. Em fevereiro de 2010, de acordo com a Publishers Weekly, já havia vendido 1,1 milhão de cópias.

## Recepção
Em sua semana de estreia, o livro ficou em 1.º lugar na lista dos 150 mais vendidos do USA Today.